# Tom Farris
Thomas George Farris (Casper, 16 settembre 1920 – 16 novembre 2002) è stato un giocatore di football americano statunitense che ha militato nel ruolo di quarterback nella National Football League (NFL) e nella All-America Football Conference (AAFC).

## Carriera
Dopo avere giocato alla college all'Università del Wisconsin-Madison, Farris fu scelto nell'undicesimo giro del Draft NFL 1942 dai Green Bay Packers. Prima dell'inizio del training camp però si arruolò nella Guardia Costiera per la seconda guerra mondiale. Iniziò a giocare come professionista nel 1946 con i Chicago Bears dove passò due annate, prima di trascorrere un'ultima stagione con i Chicago Rockets della AAFC.

## Statistiche
| Partite       | 20   |
| Yard passate  | 108  |
| Touchdown     | 1    |
| Intercetti    | 2    |
| Passer rating | 28,9 |